# Removille
Removille ist eine französische Gemeinde mit 194 Einwohnern (1. Januar 2022) im Département Vosges in der Region Grand Est. Sie gehört zum Arrondissement Neufchâteau und zum Gemeindeverband Ouest Vosgien.

## Geografie
Die Gemeinde Removille liegt auf ca. 310 m über dem Meer im Südwesten Lothringens, etwa 14 Kilometer östlich von Neufchâteau und etwa 35 Kilometer südlich von Toul. Das Dorf erstreckt sich im waldreichen Übergangsbereich zwischen dem Bassigny als Teil des Plateaus von Langres und dem Xaintois.
Die Fläche des 7,55 km² großen Gemeindegebietes umfasst einen Abschnitt der hügeligen Landschaft im Bereich des Maas-Nebenflusses Vair, dessen windungsreicher Lauf die Gemeinde nach Westen begrenzt. Im Gebiet der Gemeinde mündet die Vraine von Südosten kommend in den Vair. Die Täler werden von teilweise bewaldeten Hügeln flankiert. Zur Gemeinde gehören die Waldgebiete Bois Michaud im Norden und Les Fourches im Nordwesten. Der Anteil der Wälder an der Gemeindefläche beträgt fast 40 Prozent. Ein etwas größerer Teil des Gemeindeareals steht der Landwirtschaft zur Verfügung. Mit 458 m wird auf einem bewaldeten Bergsporn im Norden der Gemeinde der höchste Punkt erreicht. Nachbargemeinden von Removille sind Aouze im Nordosten, Rainville im Osten, Balléville im Südosten, Vouxey im Südwesten, Houéville im Westen (Berührungspunkt) sowie Attignéville im Nordwesten.

## Geschichte
1621 tauchte Removille als Sitz eines lokalen Rittergeschlechtes nebst Rittergut erstmals in Urkunden auf. Eine Burg nahe Removille aus dem 12. Jahrhundert, die dem Rittergeschlecht zugeordnet werden kann, wurde von den Schweden im Jahr 1636 zerstört. In der Zeit vor der Französischen Revolution gehörte Removille zur Vogtei Neufchâteau und zur Propstei Châtenois. Die Kirche war Teil des Dekanates Châtenois in der Diözese Toul. Die Herren von Removille – später die Herren von Bassompierre, deren drei rote Sparren auf silbernem Grund noch heute das Gemeindewappen zieren – hatten die Niedere wie auch die Hohe Gerichtsbarkeit inne. Von 1790 bis 1792 war Removille vorübergehend Sitz eines Kantons.

### Bevölkerungsentwicklung
| Jahr      | 1962 | 1968 | 1975 | 1982 | 1990 | 1999 | 2006 | 2011 | 2022 |
| Einwohner | 236  | 218  | 198  | 228  | 213  | 206  | 202  | 202  | 194  |

Im Jahr 1836 wurde mit 647 Bewohnern die bisher höchste Einwohnerzahl ermittelt. Die Zahlen basieren auf den Daten von cassini.ehess und INSEE.

## Sehenswürdigkeiten
- K Notre-Dame aus dem 16. Jahrhundert auf einem Bergsporn über dem Dorf mit denkmalgeschütztem Portal[5]
- Kapelle St. Nikolaus (Chapelle Saint-Nicolas) an der Hauptstraße des Dorfes, Ende des 16. Jahrhunderts erbaut, Monument historique[6]
- Ruinen der Kapelle Notre-Dame-du-Bon-Repos in einem Wald nordöstlich des Dorfes, heute nur noch von der Nachbargemeinde Aouze aus zu erreichen
- Wegkreuz la Madone auf einem Plateau oberhalb der Kirche
- Wegkreuz im Nordwesten des Dorfes, Monument historique[7]

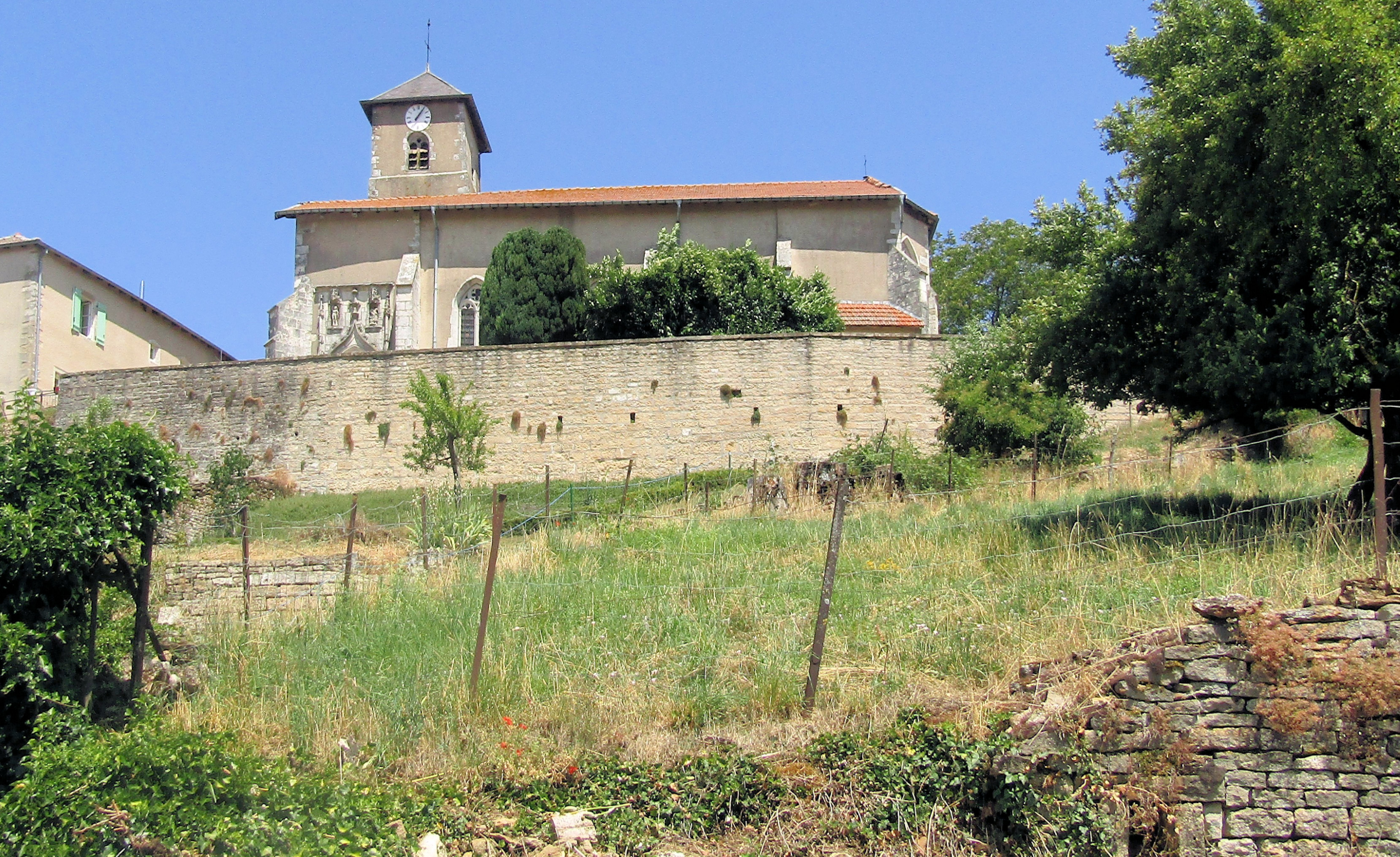
Kirche Notre-Dame
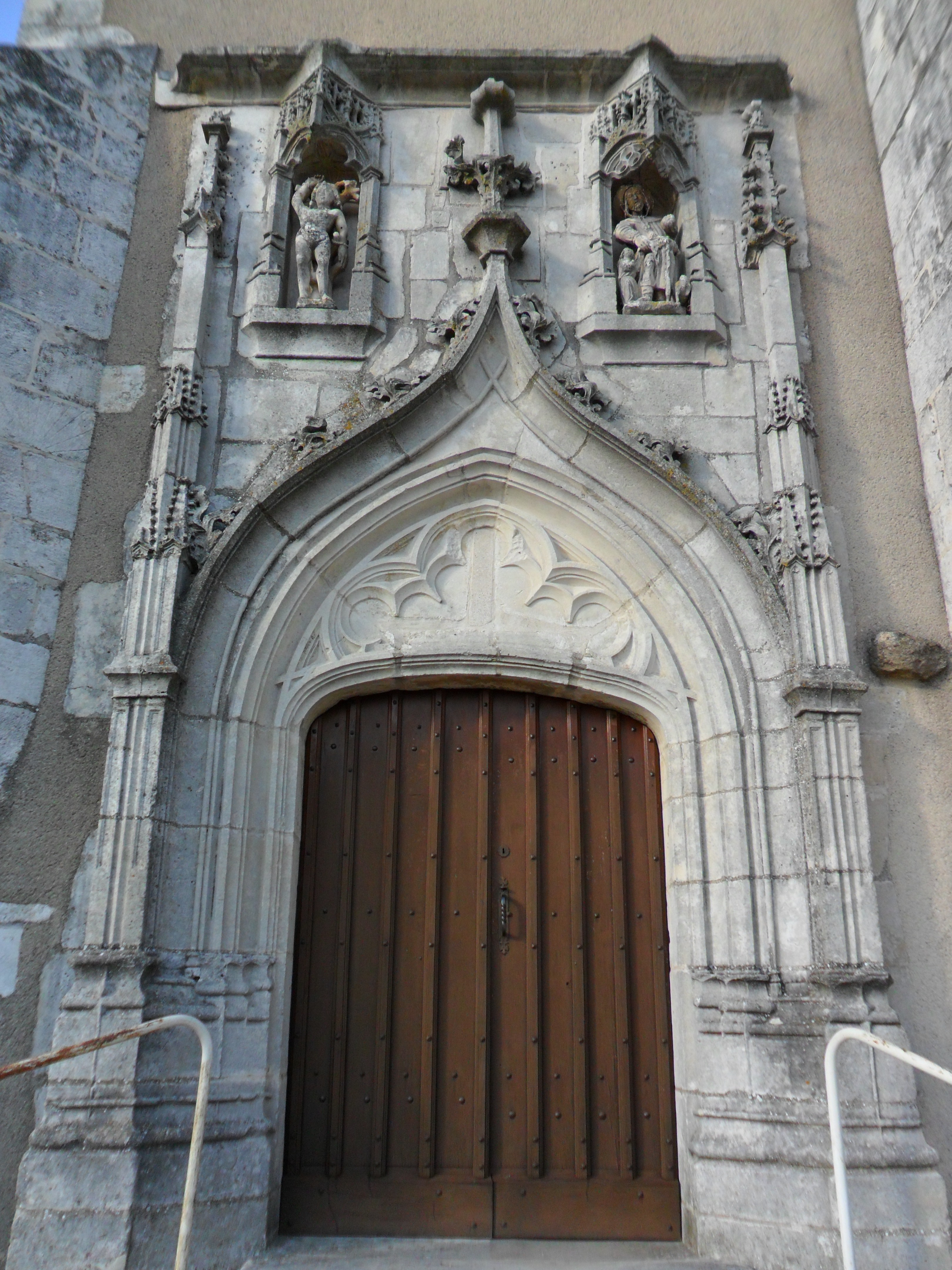
Portal der Kirche Notre-Dame
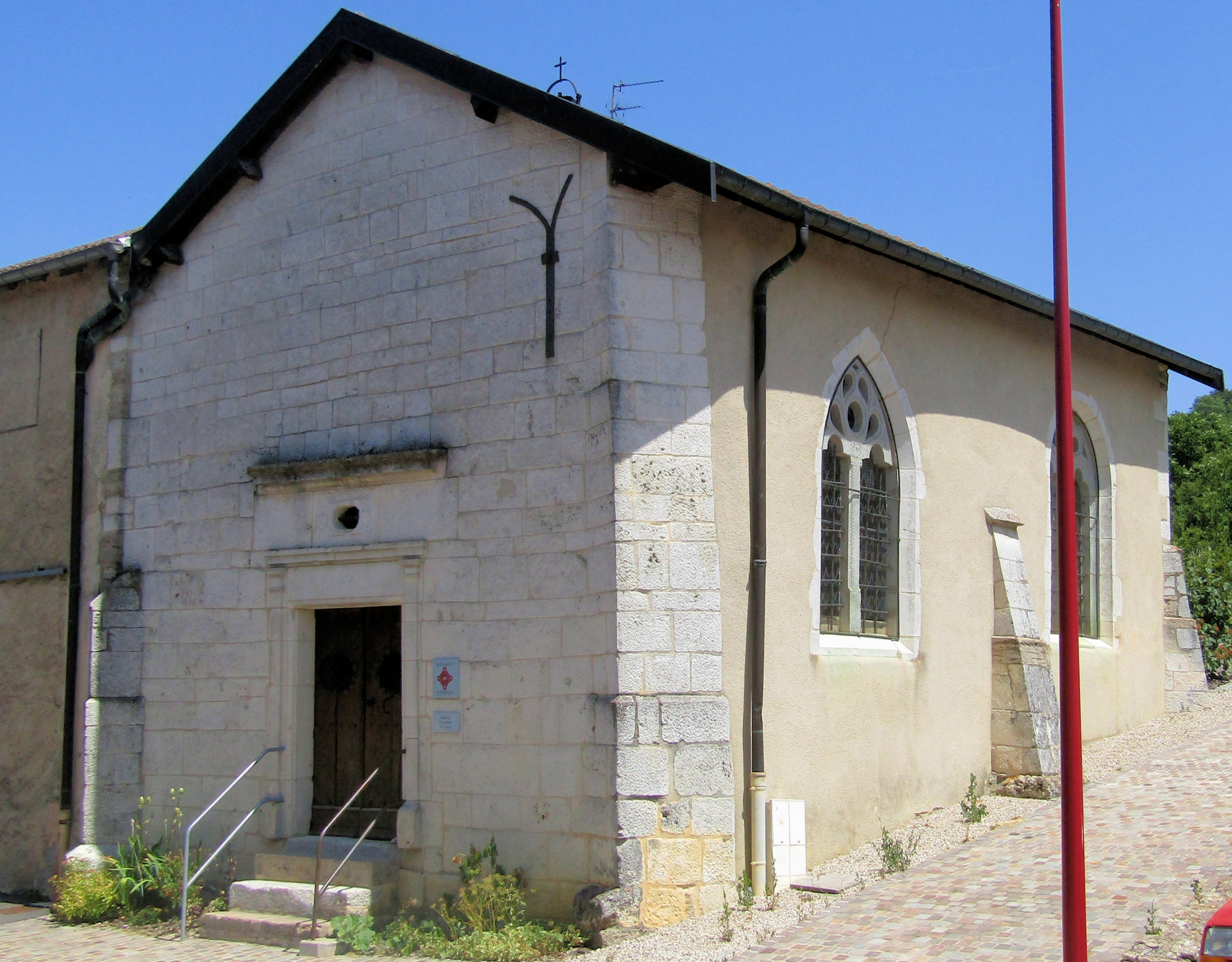
Kapelle Saint-Nicolas
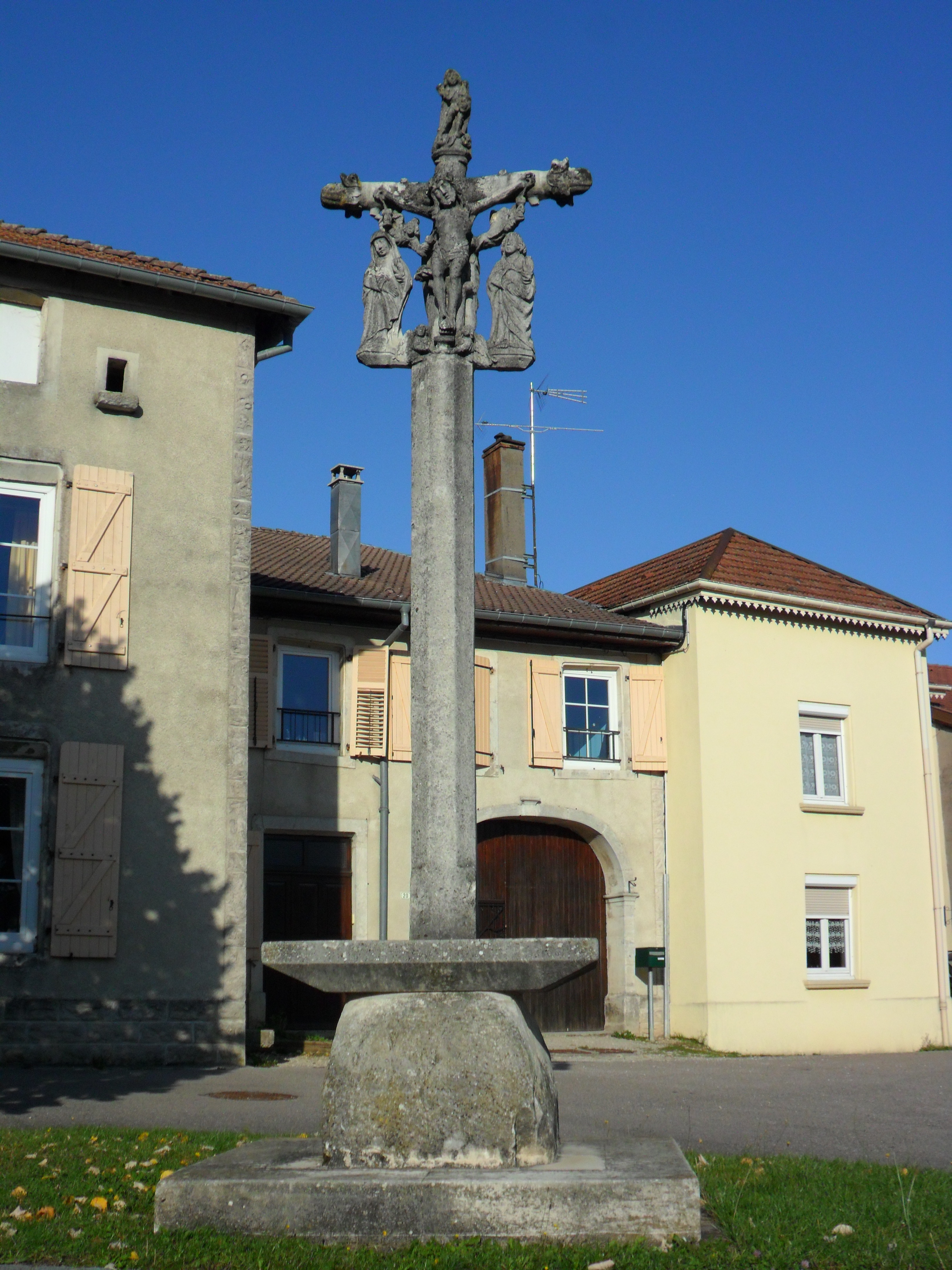
Wegkreuz in der Rue des Halles
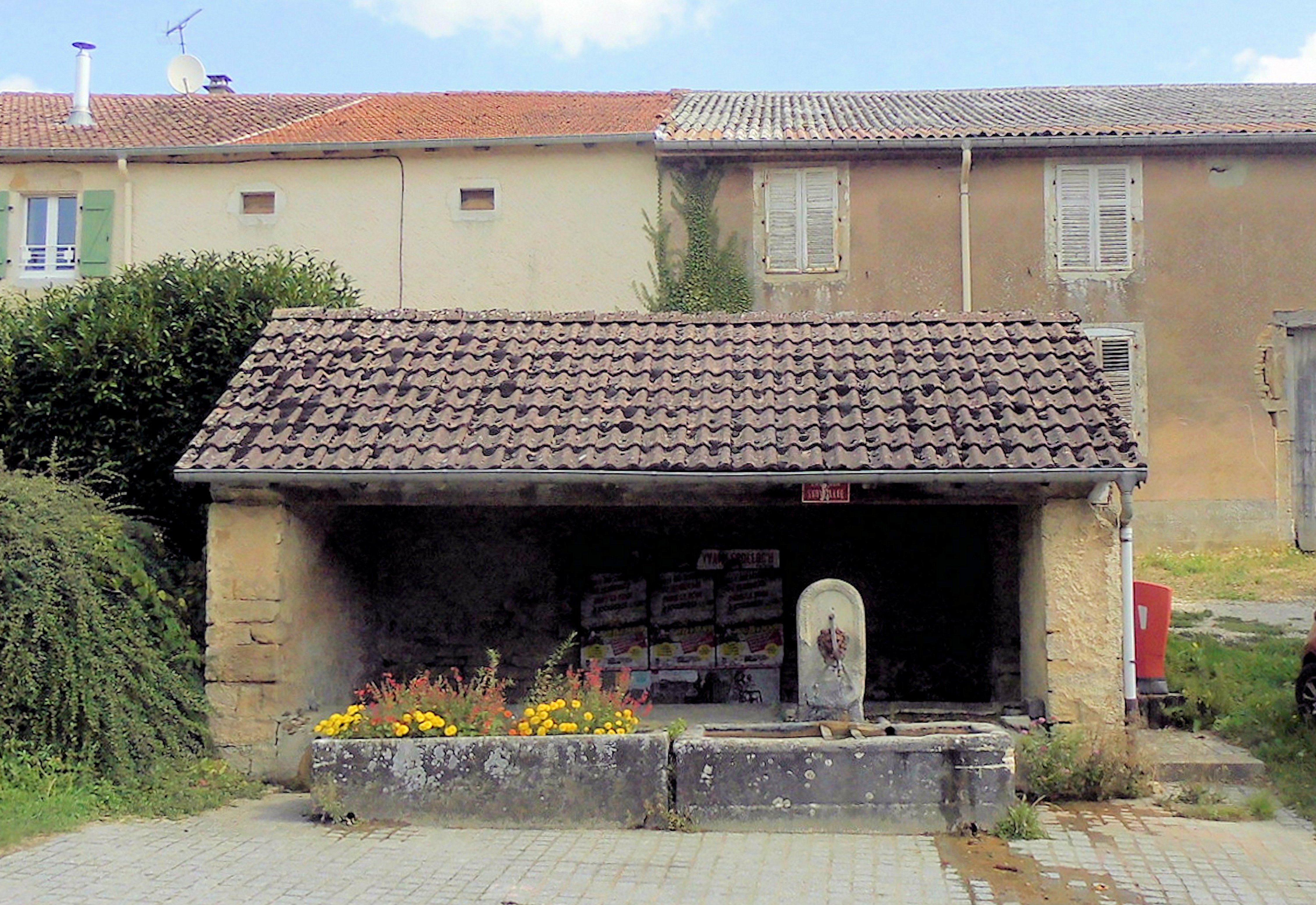
Waschhaus (Lavoir) in Removille
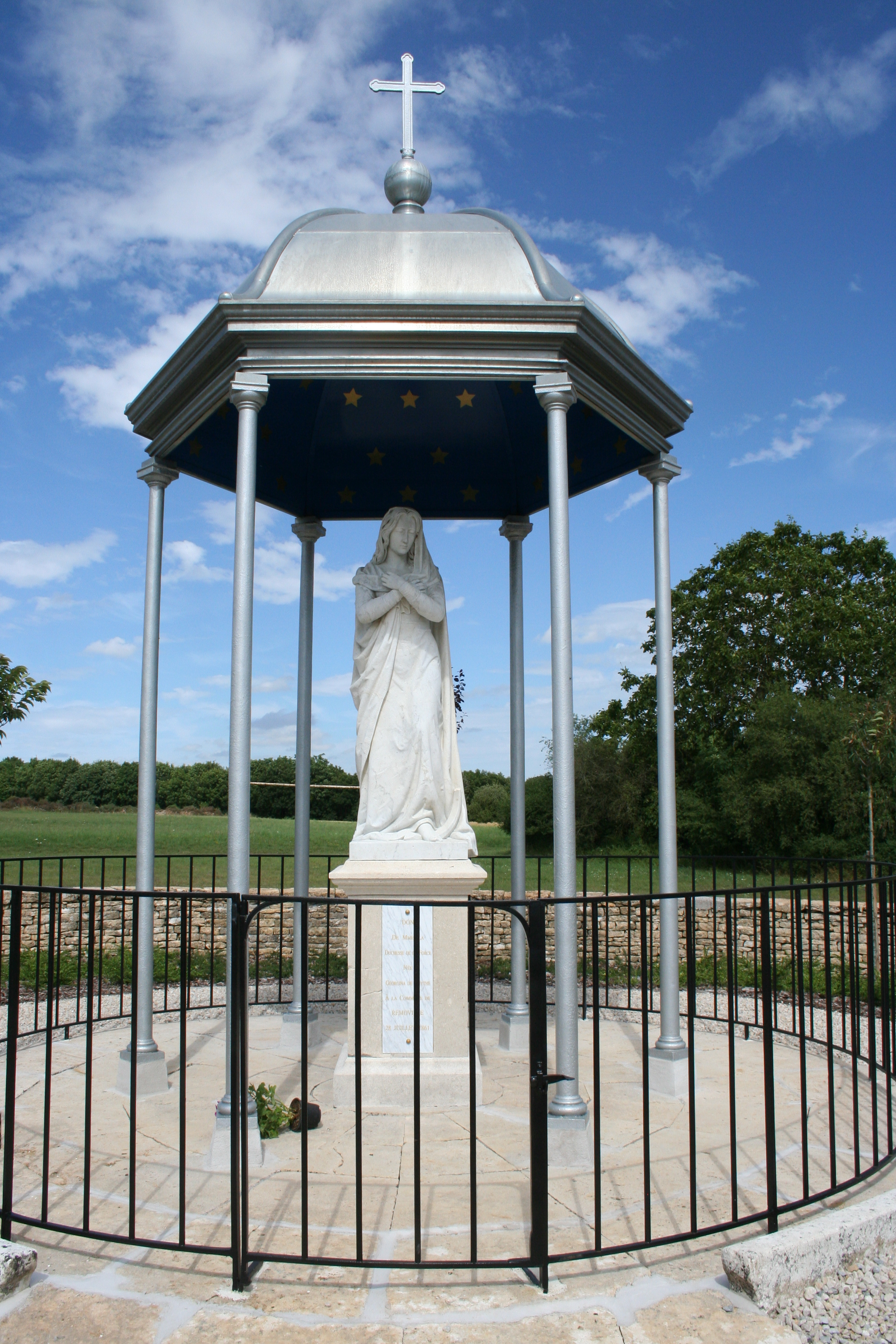
Marienstatue

## Wirtschaft und Infrastruktur
Die Landwirtschaft spielt auch heute noch eine wichtige Rolle in Removille. In der Gemeinde sind acht Landwirtschaftsbetriebe ansässig (Milchwirtschaft, Zucht von Rindern, Schafen und Ziegen). Einige Bewohner pendeln in die Gewerbegebiete um Châtenois und Neufchâteau oder in die südlich gelegenen Kurorte Contrexéville und Vittel.
Durch Removille führt die Hauptstraße D 3 von Coussey nach Gironcourt-sur-Vraine. Im Südosten streift die Autoroute A 31 (Toul–Dijon) das Gemeindegebiet; die nächste Autobahn-Anschlussstelle befindet sich sechs Kilometer südlich von Removille. Es bestehen Straßenverbindungen in die umliegenden Gemeinden Aouze, Houéville und Vouxey.

## Persönlichkeiten
Einer der Herren von Removille war Étienne-François de Choiseul (1719–1785), einer der führenden französischen Staatsmänner zur Zeit des Ancien Régime.

## Belege
1. ↑  Removille auf vosges-archives.com. (pdf) Archiviert vom Original (nicht mehr online verfügbar) am 4. März 2016; abgerufen am 19. August 2014 (französisch).  Info: Der Archivlink wurde automatisch eingesetzt und noch nicht geprüft. Bitte prüfe Original- und Archivlink gemäß Anleitung und entferne dann diesen Hinweis.
2. ↑  Wappenbeschreibung auf genealogie-lorraine.fr (französisch)
3. ↑  Removille auf cassini.ehess
4. ↑  Removille auf INSEE
5. ↑  Église Notre-Dame in der Base Mérimée des französischen Kulturministeriums (französisch)
6. ↑  Chapelle Saint-Nicolas in der Base Mérimée des französischen Kulturministeriums (französisch)
7. ↑  Croix de Chemin in der Base Mérimée des französischen Kulturministeriums (französisch)
8. ↑  Landwirtschaftsbetriebe auf annuaire-mairie.fr (französisch)